# Eupyra consors
Eupyra consors là một loài bướm đêm thuộc phân họ Arctiinae, họ Erebidae.